# Вулф, Тобиас
Тобиас Джонатан Анселл Вулф (англ.Tobias Jonathan Ansell Wolff; род. 19 июня 1945) — американский писатель, мемуарист, романист и преподаватель творческого письма. Наибольшую известность ему принесли мемуары This Boy’s Life (1989) и In Pharaoh’s Army (1994). Он также автор четырёх сборников рассказов и двух романов, включая The Barracks Thief (1984), удостоенный премии PEN/Faulkner за художественную литературу. В сентябре 2015 года Вольф был награждён Национальной медалью искусств, которую ему вручил президент Барак Обама.

## Биография
Тобиас Вулф родился в 1945 году в Бирмингеме в штате Алабама. В детстве часто переезжал и жил в разных уголках США. 
Был вторым сыном Розмари (Лофтус) и Артура Сэмюэлса Вольфа, авиационного инженера, который был сыном еврейского врача. Его отец стал епископалом. Писатель не знал о еврейских корнях отца, пока не стал взрослым. (Вольф был воспитан в католической среде, как и его мать.)
В подростковые годы когда его мать вышла повторно замуж, он жил в рабочем посёлке в штате Вашингтон. Он подделал табель успеваемости, благодаря чему поступил в престижную школу в Пенсильвании. Однако, когда подлог вскрылся, его отчислили за неуспеваемость.
В девятнадцать лет Вулф поступил на военную службу, провёл в армии четыре года, включая год во Вьетнаме. 
Прослужил в армии США с 1964 по 1968 год. Проходил подготовку в центре для сил специального назначения, там он выучил вьетнамский язык и в последствии служил советником во Вьетнаме.
После демобилизации он изучал английскую филологию в Оксфорде. В разное время работал репортёром, ночным сторожем, официантом, школьным учителем. Позже, получив стипендию, окончил программу по писательскому мастерству в Стэнфордском университете.
С конца 1970-х годов преподавал литературное мастерство, в том числе в Сиракузском университете, где среди его учеников был писатель Джордж Сондерс. Творческое наследие Вулфа включает в себя четыре сборника рассказов и три романа.
В 1978 году, находясь в литературной резиденции в Плейнфилде, штат Вермонт, он познакомился с Рэймондом Карвером, а немного позже, через Карвера, с Ричардом Фордом. Карвер описал свою дружбу с Фордом и Вольфом в одном из своих последних текстов под названием «Дружба».
В последствии в Сиракузах  Рэймонд Карвер стал его коллегой, а среди его учеников были, среди прочих, Джей МакИнерни и Элис Сиболд. 
Живет с женой и тремя детьми в Калифорнии.

## Творчество
Повесть Вольфа 1984 года «Вор из казармы» в 1985 год получила премию ПЕН-клуба/Фолкнера за художественную литературу. Большая часть действия происходит в Форт-Брэгге, Северная Каролина. Три недавних выпускника парашютно-десантной подготовки временно прикомандированы к воздушно-десантной пехотной роте, ожидая приказа явиться во Вьетнам. Поскольку большинство мужчин в роте вместе воевали во Вьетнаме, к трем новичкам относятся как к чужакам и игнорируют их. Когда из казармы обнаруживают пропажу денег и личного имущества, подозрение падает на трех новичков. Повествовательная структура книги содержит несколько смен тона и точки зрения по мере развития истории.
В 1985 году был опубликован его второй сборник рассказов  «Назад в мир». Несколько рассказов в этом сборнике, например «Пропавший без вести», значительно длиннее рассказов в его первом сборнике.
Вольф описал свою раннюю жизнь в двух мемуарах. Книга This Boy's Life (1989), удостоенная премии Los Angeles Times Book Award за биографию, посвящена юности автора в Сиэтле и Ньюхейлеме, отдаленном городке в Северных Каскадных горах штата Вашингтон. В мемуарах описывается кочевая и неопределенная жизнь, которую вели Вольф и его мать после развода. Последующий брак матери с человеком, который оказался жестоким мужем и отчимом, глубоко повлиял на их жизнь. 
В книге Pharaoh's Army (1994) описывается служба Вольфа в армии США во Вьетнаме.
Он опубликовал третий сборник рассказов The Night in Question в 1997 году. Его четвертый сборник рассказов Our Story Begins: New and Selected Stories (2008) включает как новые, так и ранее опубликованные рассказы.

Независимо от того, пишет ли он художественную или научно-популярную литературу, проза Вольфа характеризуется исследованием личной и биографической, экзистенциальной территории. Как писал Уайетт Мейсон в London Review of Books, 
«Обычно его главные герои сталкиваются с острой моральной дилеммой, неспособные примирить то, что они знают как правду, с тем, что они чувствуют как правду. Двуличие — их главный недостаток и главная тема Вольфа».

В другом месте Вольф сказал о личном характере своей работы:
«Я должен быть в состоянии с серьезным лицом сказать себе, что что-то является документальной прозой, если я говорю, что это документальная проза. Вот почему, хотя в некоторых моих рассказах есть автобиографические элементы, я все равно называю их художественной прозой, потому что они такими и являются. Даже если они, возможно, были приведены в действие каким-то катализатором памяти».
В 1989 году Вольф был выбран лауреатом премии Rea Award за короткий рассказ. Вольф трижды получал премию О. Генри за рассказы «В саду североамериканских мучеников» (1981), «По соседству» (1982) и «Сестра» (1985). В 2008 году он был награжден премией The Story Prize за роман Our Story Begins.

## Оценки и критика
Тобиаса Вольфа считают одним из писателей, возродивших интерес к короткой прозе в американской литературе.  Отмеченные наградами рассказы Вольфа отличаются так называемым «грязным реализмом». Писатель  в своих рассказах затрагивает моральные дилеммы героев и  экзистенциальные темы. Прочитав его произведения, можно с уверенностью повторить вслед за Джорджем Сондерсом:
«Как нам повезло, что есть такой человек, как вы».

## Переводы на русский язык
Тобиас Вулф — Жизнь этого парня, Издательство: Эксмо Перевод: Новиковой И.В, 2019, ISBN: 978-5-04-099994-1